# Цона Сисри (Бриндизи)
Цона Сисри (итал. Zona Sisri) је насеље у Италији у округу Бриндизи, региону Апулија.
Према процени из 2011. у насељу је живело 191 становника. Насеље се налази на надморској висини од 86 м.